# ميروسلاف بون
ميروسلاف بون (بالأوكرانية: Бонь Мирослав Іванович)‏ هو لاعب كرة قدم أوكراني في مركز حراسة المرمى، ولد في 16 فبراير 1993 في Khust ‏ في أوكرانيا. شارك مع منتخب أوكرانيا تحت 16 سنة لكرة القدم. أما مع النوادي، فقد لعب مع دينامو كييف.

## وصلات خارجية
- ميروسلاف بون على موقع اتحاد أوكرانيا (الإنجليزية)
- ميروسلاف بون على موقع قاعدة بيانات كرة القدم.إي يو (الإنجليزية)
- ميروسلاف بون على موقع Soccerway.com (الإنجليزية)
- ميروسلاف بون على موقع AS.com (الإسبانية)